# Miriam Oremans
Miriam Oremans (Berlicum, 1972. szeptember 9.) holland teniszezőnő. 1989-ben kezdte profi pályafutását, majd 2002-ben vonult vissza a sporttól. Legjobb világranglistán elért helyezése huszonötödik volt, ezt 1993 júliusában érte el.
2000-ben a nyári olimpián párosban ezüstérmes Kristie Boogert párjaként.

## Eredményei Grand Slam-tornákon

### Egyéniben
| Torna           | 2002  | 2001  | 2000  | 1999  | 1998  | 1997  | 1996  | 1995  | 1994  | 1993  | 1992  | 1991  | 1990  |
| --------------- | ----- | ----- | ----- | ----- | ----- | ----- | ----- | ----- | ----- | ----- | ----- | ----- | ----- |
| Australian Open | 1.kör | 2.kör | 3.kör | 1.kör | 2.kör | 1.kör | 1.kör | 2.kör | 1.kör | 3.kör | -     | 1.kör | -     |
| Roland Garros   | 1.kör | 1.kör | 2.kör | 1.kör | 2.kör | 1.kör | 3.kör | 2.kör | 3.kör | 2.kör | -     | -     | -     |
| Wimbledon       | 3.kör | 1.kör | 3.kör | 1.kör | 4.kör | 1.kör | 2.kör | 3.kör | 1.kör | 4.kör | 1.kör | 1.kör | -     |
| US Open         | 1.kör | 2.kör | 2.kör | 1.kör | 1.kör | 3.kör | 2.kör | 1.kör | 1.kör | 1.kör | -     | -     | 2.kör |

## Év végi világranglista-helyezései
| Év       | 1989 | 1990 | 1991 | 1992 | 1993 | 1994 | 1995 | 1996 | 1997 | 1998 | 1999 | 2000 | 2001 | 2002 |
| Helyezés | 695. | 191. | 148. | 132. | 31.  | 47.  | 42.  | 51.  | 47.  | 58.  | 100. | 64.  | 85.  | 124. |